# Vaux-sur-Poligny
Vaux-sur-Poligny is een plaats en voormalige gemeente in het Franse departement Jura in de regio Bourgogne-Franche-Comté en telt 97 inwoners (2009). De plaats maakt deel uit van de gemeente Poligny in het arrondissement Dole.

## Geschiedenis
In 1020 werd hier door de graaf van Bourgondië een priorij gesticht. In 1029 sloot deze zich aan bij de orde van Cluny. De Notre-Damepriorij bleef in omvang bescheiden, mede door de aanwezigheid van nog andere benedictijner kloosters in de omgeving, zoals in Baume-les-Messieurs en Château-Chalon. Na de Franse Revolutie werd het klooster in 1790 gesloten. Een deel van de gebouwen werd afgebroken. In 1822 kwam er in de oude priorij een katholieke school.
Op 1 januari 2025 werd de gemeente opgeheven en werd Vaux-sur-Poligny als commune déléguée opgenomen in de aangrenzende gemeente Poligny.

## Geografie
De oppervlakte van Vaux-sur-Poligny bedraagt 1,3 km², de bevolkingsdichtheid is dus 74,6 inwoners per km².

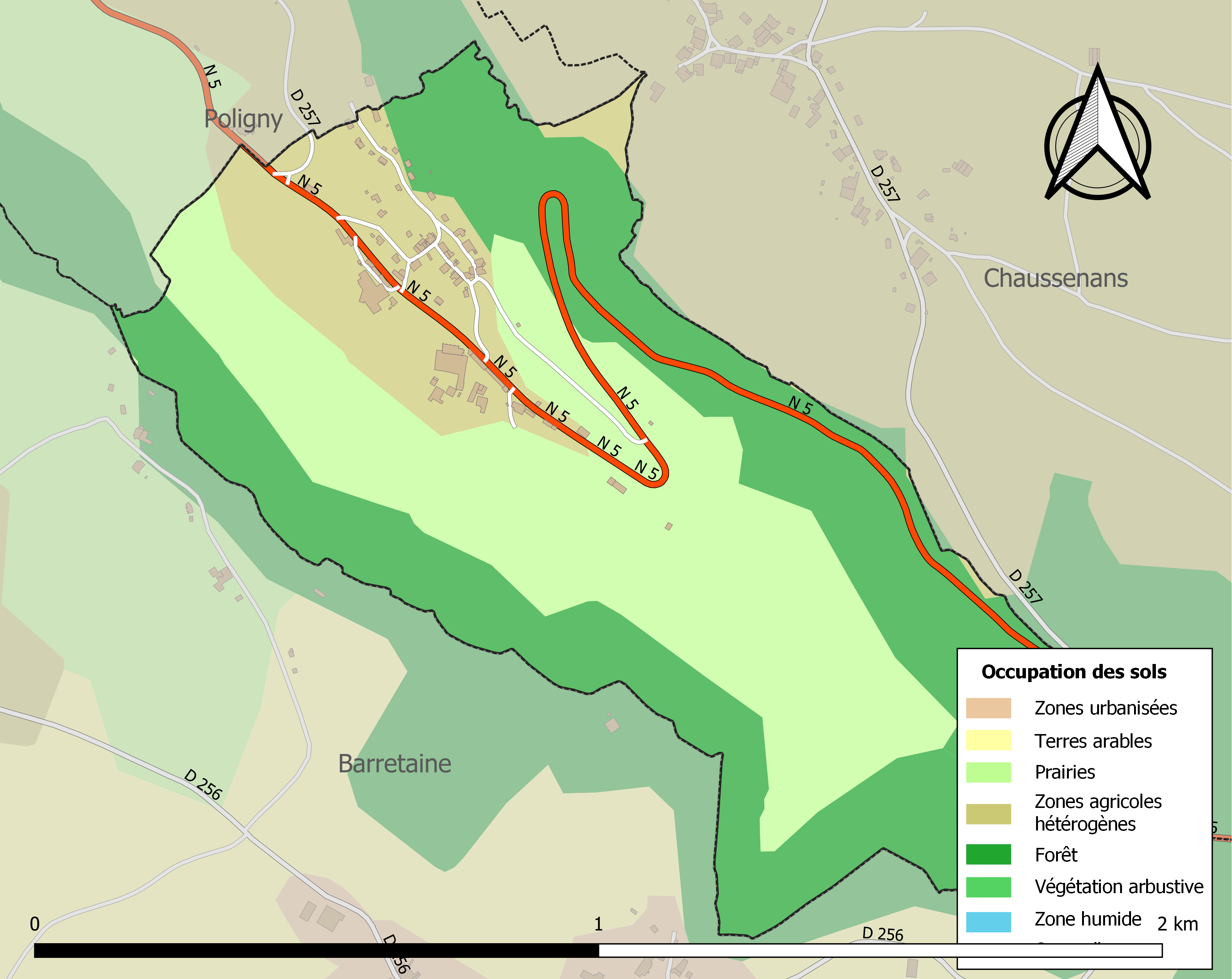
Kaart van de voormalige gemeente met de belangrijkste infrastructuur, bodemgebruik en omliggende gemeenten

## Demografie
Onderstaande figuur toont het verloop van het inwonertal.